# David Teniers el Joven
David Teniers el Joven (Amberes, bautizado el 15 de diciembre de 1610-Bruselas, 25 de abril de 1690) fue un pintor y grabador flamenco, el miembro más ilustre de una saga de artistas. Parte de su fama se debe a su tarea como curador o conservador de la pinacoteca del archiduque Leopoldo Guillermo de Habsburgo, la cual difundió internacionalmente al publicar el Theatrum Pictorium, el primer catálogo ilustrado de una colección de arte.

## Obra
Fue hijo del también pintor David Teniers el Viejo (o David Teniers I) y a su vez, fue padre de David Teniers III, fruto de su matrimonio con Anna Brueghel, hermana de Ambrosius Brueghel.
Gozó artista de gran fama entre sus contemporáneos gracias a sus escenas de aldeanos y demás gente común (campesinos, granjeros, fumadores), que permiten compararle con maestros holandeses como Adriaen van Ostade, si bien optó por un costumbrismo más refinado. Otra de sus especialidades fue la de los monos pintores, donde mostraba a estos animales efectuando labores humanas; temática también conocida como "macacadas" y "monerías", y llamada en Europa con el término francés singeries.
Teniers fue nombrado conservador de la colección artística del archiduque Leopoldo Guillermo de Habsburgo, gobernador de los Países Bajos (1647). En esta etapa pintó varias escenas de interior, donde se mostraban las pinturas más destacadas del archiduque junto con personajes que acudían a verlas. Una de las mejores versiones de este tema (Museo del Prado) fue enviada por el archiduque a Felipe IV, seguramente para alardear de su colección. Otro cuadro de este tipo se localiza en el Museo Lázaro Galdiano de Madrid. En realidad, Teniers no mostraba salones reales sino ficticios: acumulaba en un solo espacio muchas obras de arte que el archiduque tenía repartidas en estancias o palacios diversos. 
En su afán por divulgar las colecciones del archiduque, Teniers dirigió la publicación del libro Theatrum Pictorium, catálogo que describía las obras maestras de dicha colección, que en su mayor parte se conservan en el Kunsthistorisches Museum de Viena. Fue el primero en su género, tal como hoy se conocen los catálogos de arte, pues incluía descripciones y reproducciones grabadas de los cuadros (unos 243). Para esta ingente labor, Teniers pintó copias reducidas de las pinturas, que luego fueron empleadas como modelo por diversos grabadores. El Museo del Prado adquirió en 1991 una de estas copias: Retrato de Francesco Donato, dux de Venecia, según una pintura atribuida a Jacopo Tintoretto que se conserva en el citado museo vienés.
El Prado de Madrid posee una amplia colección de este artista, con alrededor de 40 obras. Estaba previsto que le dedicase una exposición monográfica hacia 2016, pero ha sido aplazada. Afortunadamente, una reinstalación de la colección flamenca del Prado ha propiciado la creación de una sala casi en exclusiva para Teniers, que ha permitido sacar de los almacenes unas 25 obras suyas.
En el Palacio Real de Aranjuez se conserva un autorretrato del artista al óleo, no muy conocido, firmado y fechado en 1645. 

### Influencia
El estilo de Teniers influyó en otros artistas que decidieron producir diferentes versiones de sus obras; un ejemplo es Barberia de monos y gatos de un seguidor del artista flamenco, inspirado en el cuadro Monos en la cocina de Teniers —presente en el Hermitage—. En ambas obras, los protagonistas son monos y gatos, que son utilizados como alegorías cuyo objetivo es moralizar a través de la sátira. De esta manera, los animales simbolizan a personajes de la sociedad de entonces, con lo que se evita una confrontación directa con los sujetos aludidos. En el caso de Barberia de monos y gatos, los simios representan el poderío político y económico de Flandes sobre Francia, ejemplificada por los gatos, a quienes se les están cortando los bigotes con lo cual se les quita el sentido de orientación.
Otro ejemplo de la influencia de Teniers, es el lienzo Taberna de monos, en donde se muestran los excesos de la sociedad de entonces: el alcohol, el tabaco y el juego. En el cuadro se aprecian una serie de detalles que nos proporcionan una valiosa información sobre la vida cotidiana, tales como, una imagen de la Virgen Dolorosa ubicada en la esquina de la barbería e instrumentos de cirugía típicos de la época. A través de la indumentaria y las herramientas presentes en la obra se muestra como antiguamente los barberos eran, además, cirujanos y relojeros.

## Galería

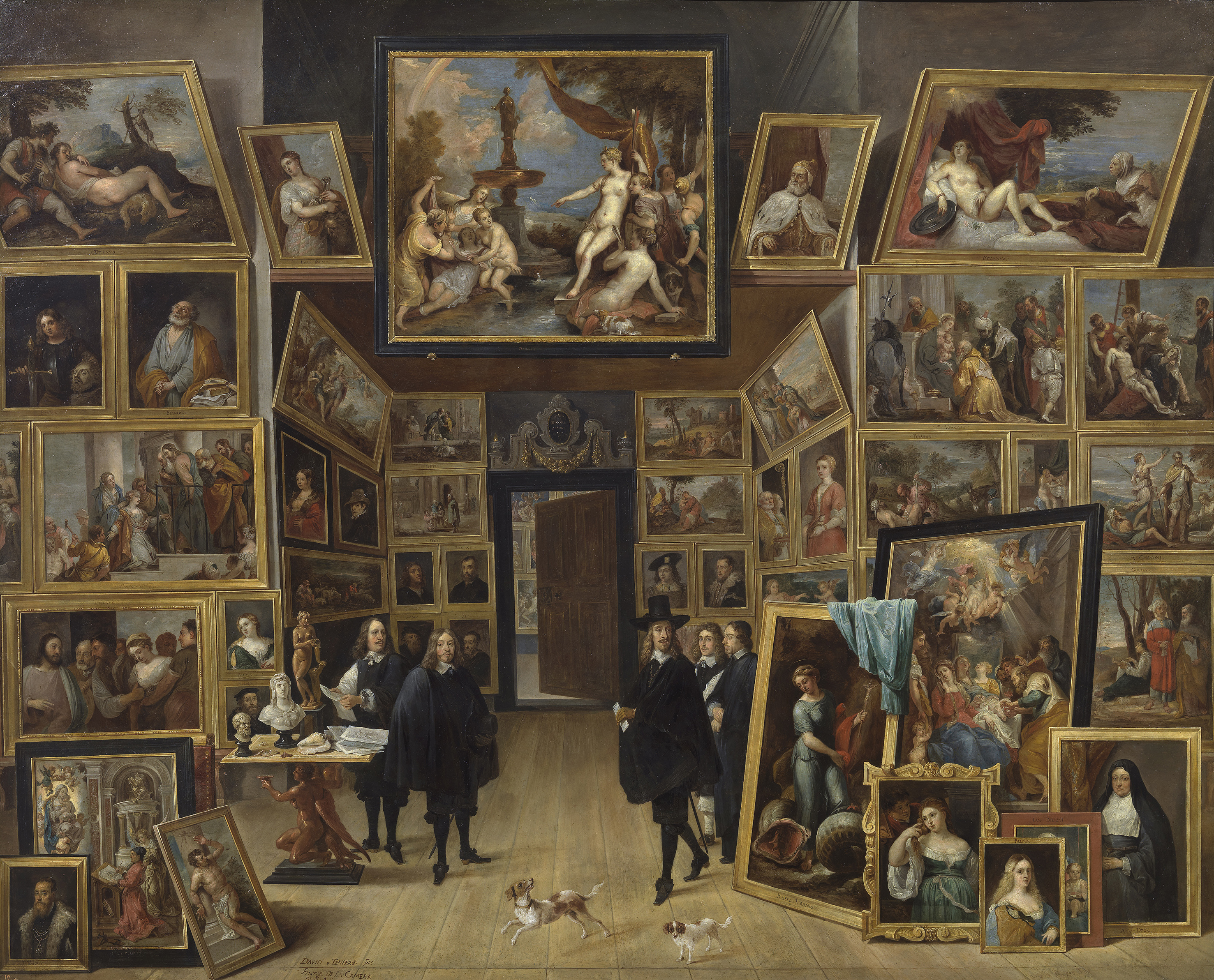
El archiduque Leopoldo Guillermo, en su galería de pinturas de Bruselas (Museo del Prado).
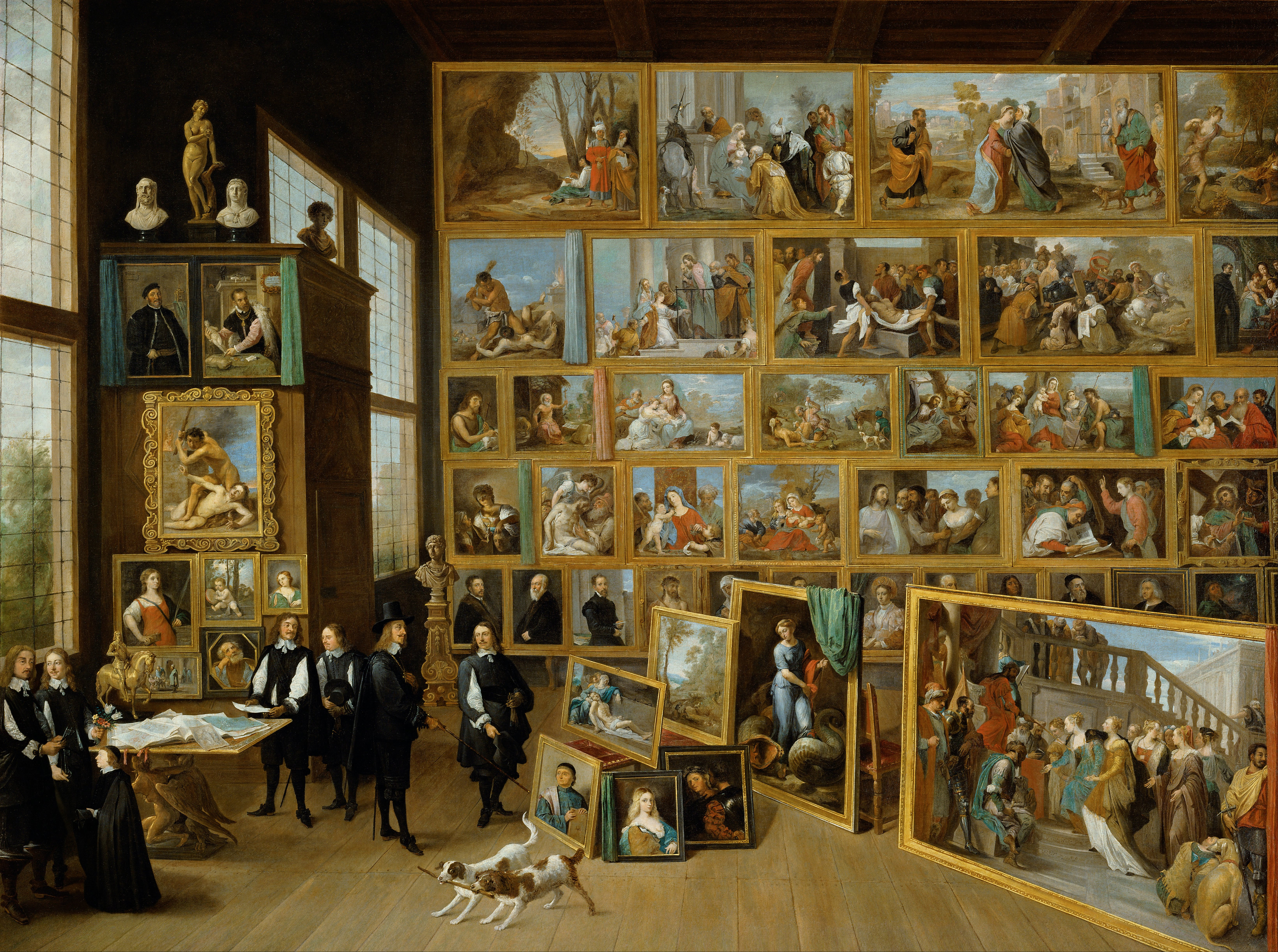
El archiduque Leopoldo Guillermo, en su galería de Bruselas (Kunsthistorisches Museum de Viena, 1650-52).
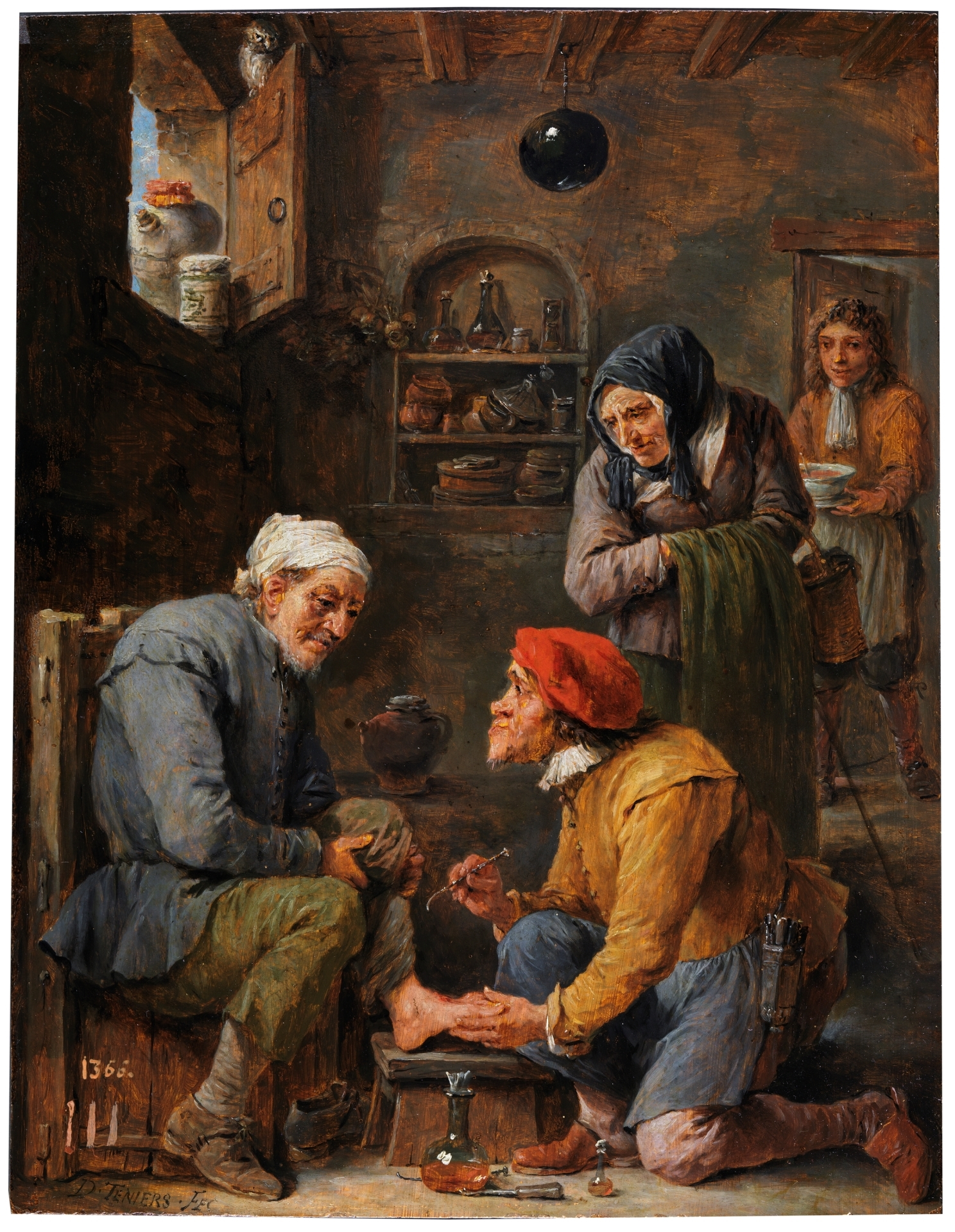
La operación, Teniers David, Óleo sobre tabla, 33 por 25 cm.  (Museo del Prado)
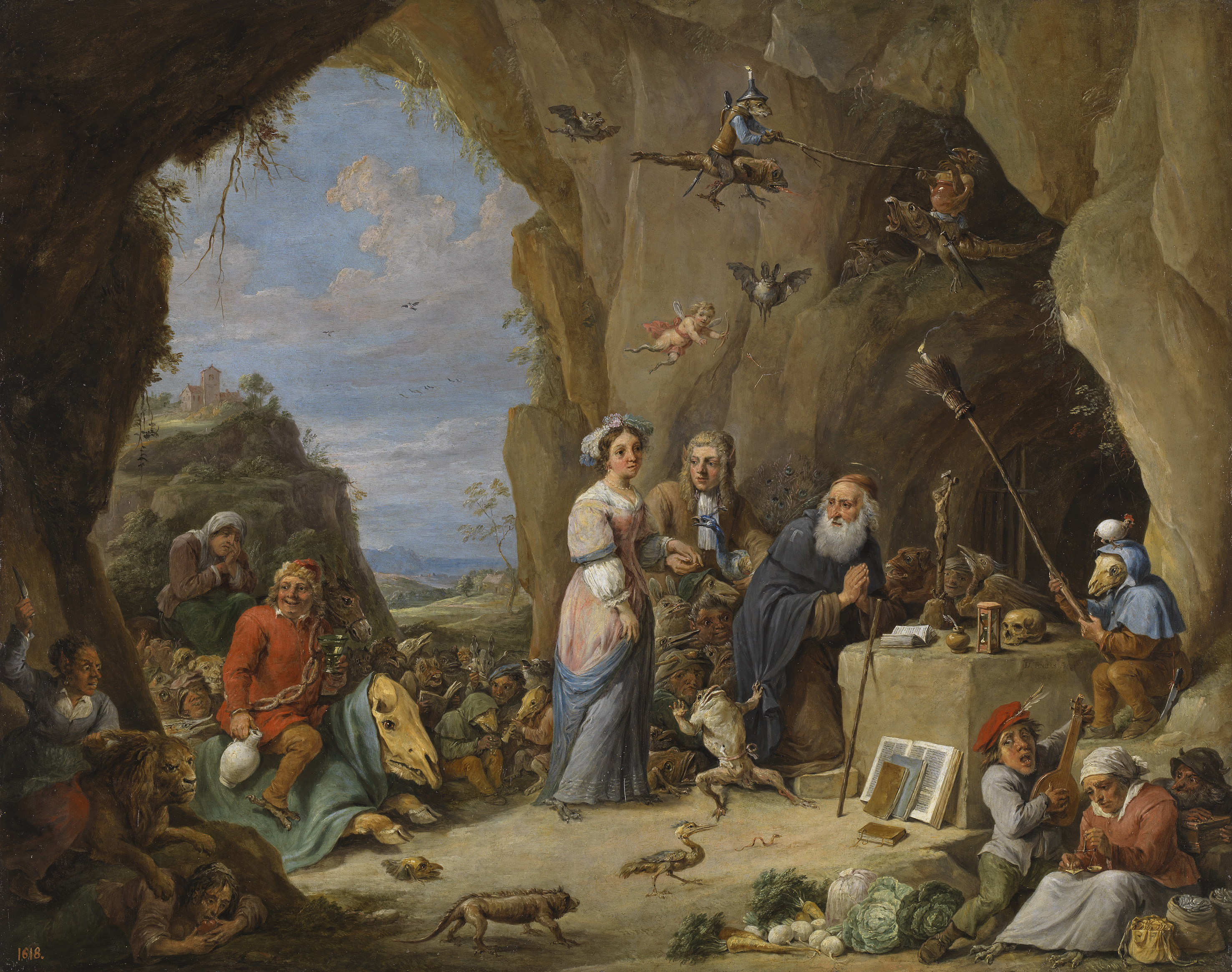
Las tentaciones de san Antonio (Museo del Prado).
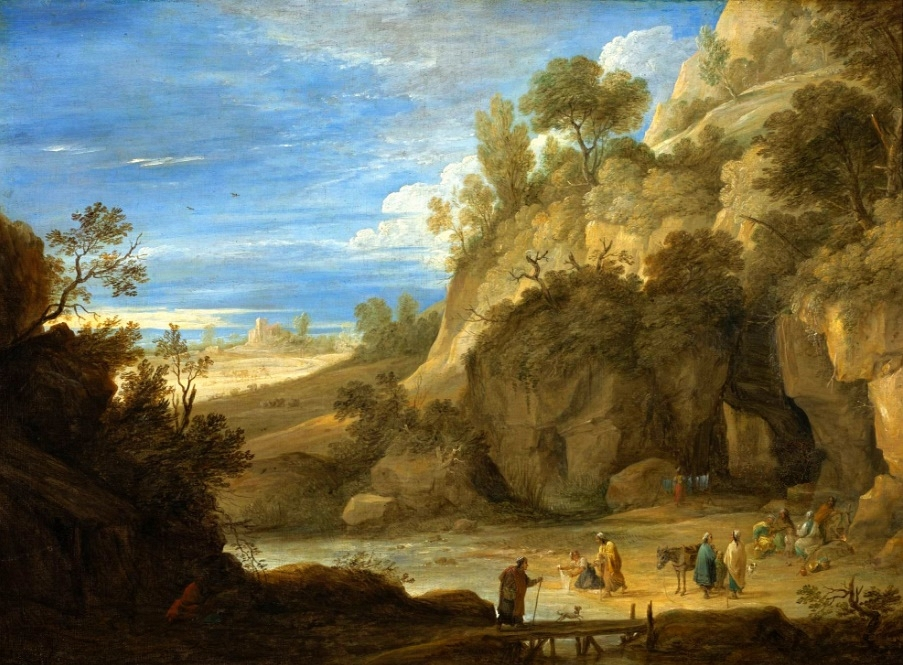
Paisaje con gitanos (1641), Museo Nacional de Varsovia
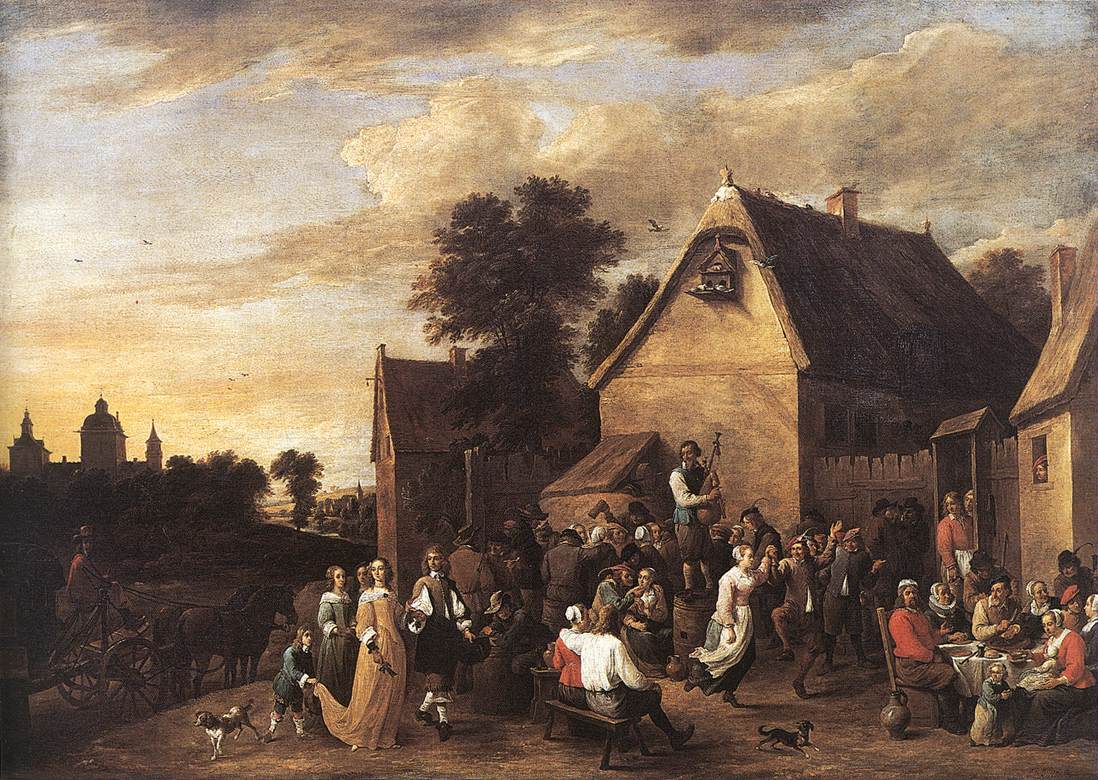
Kermés flamenco (1652), óleo sobre lienzo, 157 x 221 cm, Museos Reales de Bellas Artes de Bélgica, Bruselas

## Árbol genealógico
|  |  |                          |                          |                          |                          | Pieter Brueghel el Viejo |                          |                       |                       |                       |                       |                       |                       |                       |                       |               |               |               |               |               |               |  |  |                        |                        |                        |                        |                        |                        |
|  |  |                          |                          |                          |                          |                          |                          |                       |                       |                       |                       |                       |                       |                       |                       |               |               |               |               |               |               |  |  |                        |                        |                        |                        |                        |                        |
|  |  |                          |                          |                          |                          |                          |                          |                       |                       |                       |                       |                       |                       |                       |                       |               |               |               |               |               |               |  |  |                        |                        |                        |                        |                        |                        |
|  |  | Pieter Brueghel el Joven | Pieter Brueghel el Joven | Pieter Brueghel el Joven | Pieter Brueghel el Joven | Pieter Brueghel el Joven | Pieter Brueghel el Joven |                       |                       | Jan Brueghel el Viejo | Jan Brueghel el Viejo | Jan Brueghel el Viejo | Jan Brueghel el Viejo | Jan Brueghel el Viejo | Jan Brueghel el Viejo |               |               |               |               |               |               |  |  |                        |                        |                        |                        |                        |                        |
|  |  | Pieter Brueghel el Joven | Pieter Brueghel el Joven | Pieter Brueghel el Joven | Pieter Brueghel el Joven | Pieter Brueghel el Joven | Pieter Brueghel el Joven |                       |                       | Jan Brueghel el Viejo | Jan Brueghel el Viejo | Jan Brueghel el Viejo | Jan Brueghel el Viejo | Jan Brueghel el Viejo | Jan Brueghel el Viejo |               |               |               |               |               |               |  |  |                        |                        |                        |                        |                        |                        |
|  |  |                          |                          |                          |                          |                          |                          |                       |                       |                       |                       |                       |                       |                       |                       |               |               |               |               |               |               |  |  |                        |                        |                        |                        |                        |                        |
|  |  |                          |                          |                          |                          |                          |                          |                       |                       |                       |                       |                       |                       |                       |                       |               |               |               |               |               |               |  |  |                        |                        |                        |                        |                        |                        |
|  |  |                          |                          |                          |                          |                          |                          | Jan Brueghel el Joven | Jan Brueghel el Joven | Jan Brueghel el Joven | Jan Brueghel el Joven | Jan Brueghel el Joven | Jan Brueghel el Joven |                       |                       | Anna Brueghel | Anna Brueghel | Anna Brueghel | Anna Brueghel | Anna Brueghel | Anna Brueghel |  |  | David Teniers el Joven | David Teniers el Joven | David Teniers el Joven | David Teniers el Joven | David Teniers el Joven | David Teniers el Joven |
|  |  |                          |                          |                          |                          |                          |                          | Jan Brueghel el Joven | Jan Brueghel el Joven | Jan Brueghel el Joven | Jan Brueghel el Joven | Jan Brueghel el Joven | Jan Brueghel el Joven |                       |                       | Anna Brueghel | Anna Brueghel | Anna Brueghel | Anna Brueghel | Anna Brueghel | Anna Brueghel |  |  | David Teniers el Joven | David Teniers el Joven | David Teniers el Joven | David Teniers el Joven | David Teniers el Joven | David Teniers el Joven |
|  |  |                          |                          |                          |                          |                          |                          |                       |                       |                       |                       |                       |                       |                       |                       |               |               |               |               |               |               |  |  |                        |                        |                        |                        |                        |                        |
|  |  |                          |                          |                          |                          |                          |                          | Abraham Brueghel      |                       |                       |                       |                       |                       |                       |                       |               |               |               |               |               |               |  |  |                        |                        |                        |                        |                        |                        |